# Бельская, Дорота
Дорота Бельская (пол. Dorota Bielska; род. 4 сентября 1961, Вроцлав) — польская хоккеистка на траве, нападающий. Участница летних Олимпийских игр 1980 года.

## Биография
Дорота Бельская родилась 4 сентября 1961 года в польском городе Вроцлав.
Окончила вроцлавскую среднюю школу №9 имени Юлиуша Словацкого. Училась на социологическом факультете Вроцлавского университета и в местной академии физического воспитания.
Начала заниматься хоккеем на траве в юниорском возрасте во вроцлавской «Спарте», откуда перешла в местный «Поляр», за который выступала на протяжении всей карьеры в 1975—1992 годах. Играла на позиции крайнего нападающего. В составе «Поляра» семь раз становилась чемпионкой Польши по хоккею на траве (1979—1982, 1987—1989), пять раз — по индорхоккею (1978—1979, 1981—1983).
Отличалась высокой скоростью и технической оснащённостью.
В 1980 году вошла в состав женской сборной Польши по хоккею на траве на летних Олимпийских играх в Москве, занявшей 6-е место. Играла на позиции нападающего, провела 5 матчей, мячей не забивала.
В 1980—1982 годах провела за женскую сборную Польши 14 матчей, забила 2 мяча.
Мастер спорта Польши (1980).
Награждена медалью «За выдающиеся спортивные достижения».
Работала в ректорате Вроцлавского медицинского университета.
Входит в региональное общество польских олимпийцев.

## Семья
Отец — Чеслав Бельский, мать — Ирена Бельская (до замужества — Костжембская).